# Neoregostoma discoideum
Neoregostoma discoideum är en skalbaggsart som först beskrevs av Audinet-serville 1833.  Neoregostoma discoideum ingår i släktet Neoregostoma och familjen långhorningar. Inga underarter finns listade i Catalogue of Life.